# Corpul osului sfenoid
Corpul osului sfenoid sau corpul sfenoidului (Corpus ossis sphenoidalis), este partea centrală a osului sfenoid, de pe care își au originea aripele mari și aripele mici și procesul pterygoid. Conține sinus sfenoidal. Are o formă cubică, cu șase fețe (superioară, inferioară, anterioară, posterioară și 2 fețe laterale).